# Ixora neriifolia
Ixora neriifolia là một loài thực vật có hoa trong họ Thiến thảo. Loài này được Jack mô tả khoa học đầu tiên năm 1822.